# Euphione ornata
Euphione ornata är en ringmaskart som beskrevs av Knox 1960. Euphione ornata ingår i släktet Euphione och familjen Polynoidae.
Artens utbredningsområde är havet kring Nya Zeeland. Inga underarter finns listade i Catalogue of Life.